# Koeritsa (rivier)
De Koeritsa (Russisch: Курица) is een Russische rivier van 3,5 kilometer lang in het oblast Moskou die ontspringt in het boomgaardcomplex "Krasnogorski sadovod" ten zuiden van de spoorlijn Moskva Rizjskaja – Manichino I (district Krasnogorski) op het Centraal-Russisch Plateau. De rivier mondt uit in de Moskva in Krasnogorsk.
De ecologische toestand van de rivier is zorgwekkend. De riviervijvers bij de dorpen Ivanovskoje en Goljovo waren zwaar vervuild.